# Grabplatte (Blésignac)

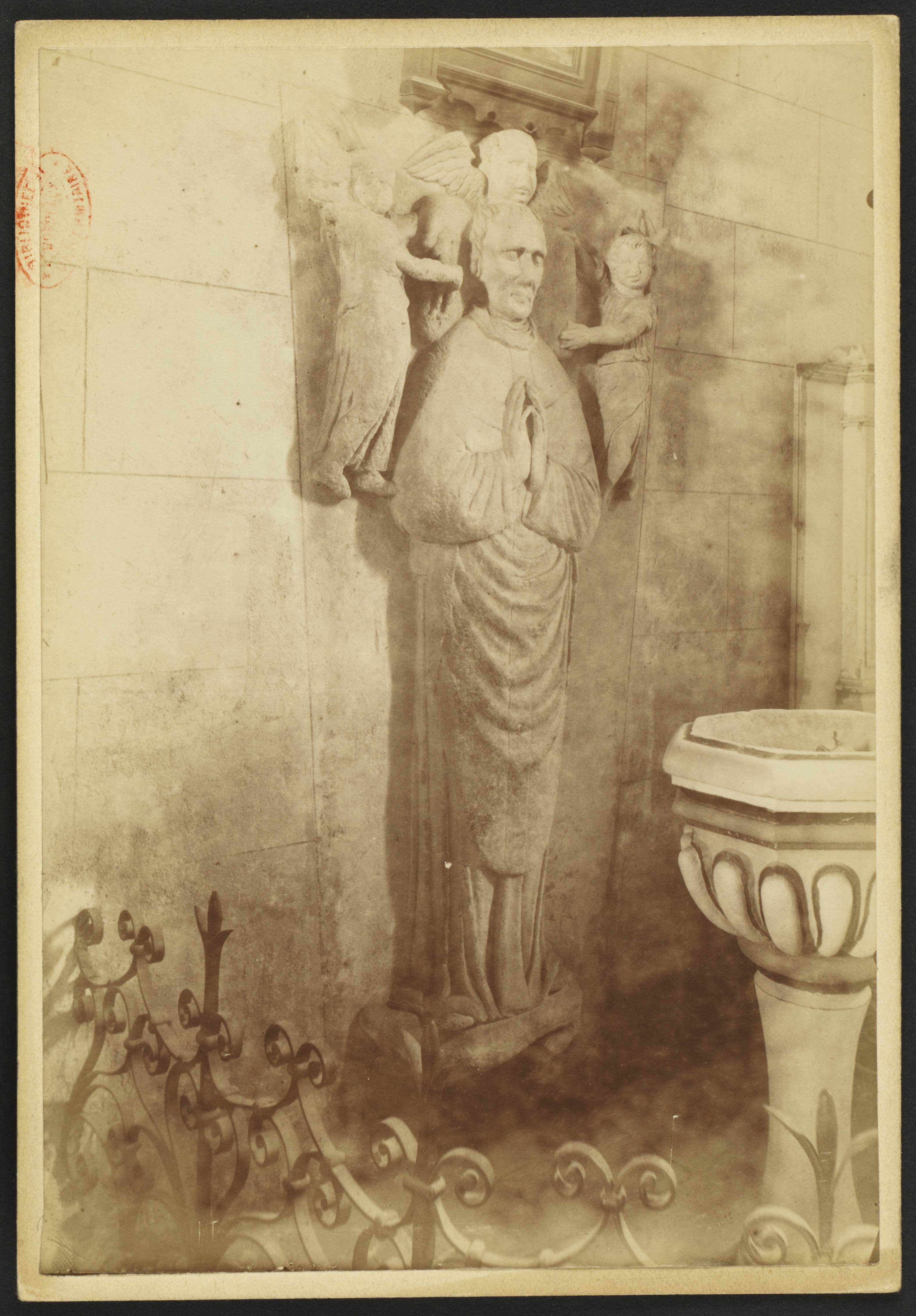
Grabplatte in Blésignac, Foto von Jean-Auguste Brutails (1859–1926)

Die Grabplatte in der Kirche St-Roch in Blésignac, einer französischen Gemeinde im Département Gironde der Region Nouvelle-Aquitaine, wurde Anfang des 16. Jahrhunderts geschaffen. Im Jahr 1908 wurde die Grabplatte als Monument historique in die Liste der denkmalgeschützten Objekte (Base Palissy) in Frankreich aufgenommen.
Die Grabplatte, die in späterer Zeit in die Mauer des Kirchenschiffs integriert wurde, zeigt die Liegefigur eines heute unbekannten Priesters. Der Kopf des Toten wird umgeben von einem Cherubim und zwei Engeln. Der linke Engeln empfängt die Seele des Toten, die in Form eines nackten Menschen dargestellt ist. Die Bekleidung des Toten, eine Tunika, ist im Stil der Renaissance gehalten.